# Jean Trémoulet
Jean Trémoulet (12. travnja 1909. u Vézacu (Dordogne) – 13. listopada 1944. u Sagelatu (Dordogne)) francuski je vozač utrka. Triput je sudjelovao na 24 sata Le Mansa od 1937. do 1939. godine. Pobijedio je na izdanju 1938. na Delahayeu 135 CS u društvu Eugènea Chabouda.